# گذرگاه ماهی

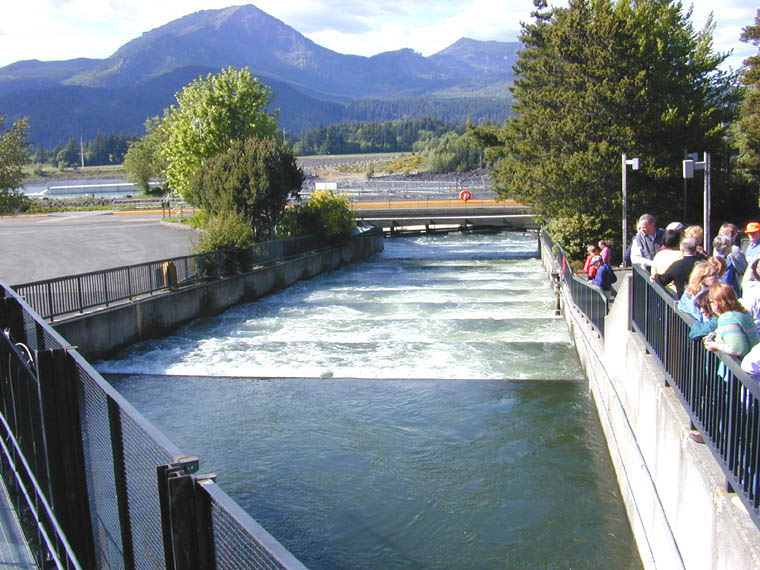
نردبان ماهی استخر و سرریز در سد بنویل در رودخانه کلمبیا

گذرگاه ماهی (fish pass)، که با نام‌های راه ماهی  (fishway)، نردبان ماهی (fish ladder) و پله‌ ماهی (fish steps) نیز شناخته می‌شود، سازه‌ای است که روی یا پیرامون موانع مصنوعی و طبیعی (مانند سدها، قفل‌ها و آبشارها) برای آسان‌سازی مهاجرت طبیعی ماهی‌های پراکنده و همچنین حرکت ماهیان مهاجر بهره‌برداری می‌شود. بیشتر گذرگاه‌های ماهی، به ماهیان توانایی شنا کردن و جهش از یک سری پله‌های نسبتاً پایین (که به همین رو به آن نردبان می‌گویند) به داخل آب‌های طرف دیگر را می‌دهد تا از موانع عبور کنند. سرعت ریزش آب از روی پله‌ها باید به اندازه‌ای باشد که ماهی را به سمت نردبان جذب کند، اما نمی‌تواند آنقدر زیاد باشد که ماهی‌ها را به سوی پایین‌دست بشوید یا آنها را تا حدی خسته کند که نتوانند به سفرشان در بالادست رودخانه ادامه دهند.